# Die Predigt Johannes des Täufers (Pieter Bruegel der Ältere)
Die Predigt Johannes des Täufers ist ein Gemälde Pieter Bruegels des Älteren aus dem Jahr 1566. Das 95 cm × 160,5 cm große Ölbild auf Holz ist nach einer Szene aus den Evangelien nach Matthäus und Lukas benannt und befindet sich im Szépművészeti Múzeum in Budapest.

## Das Gemälde

### Motiv und Gestaltung

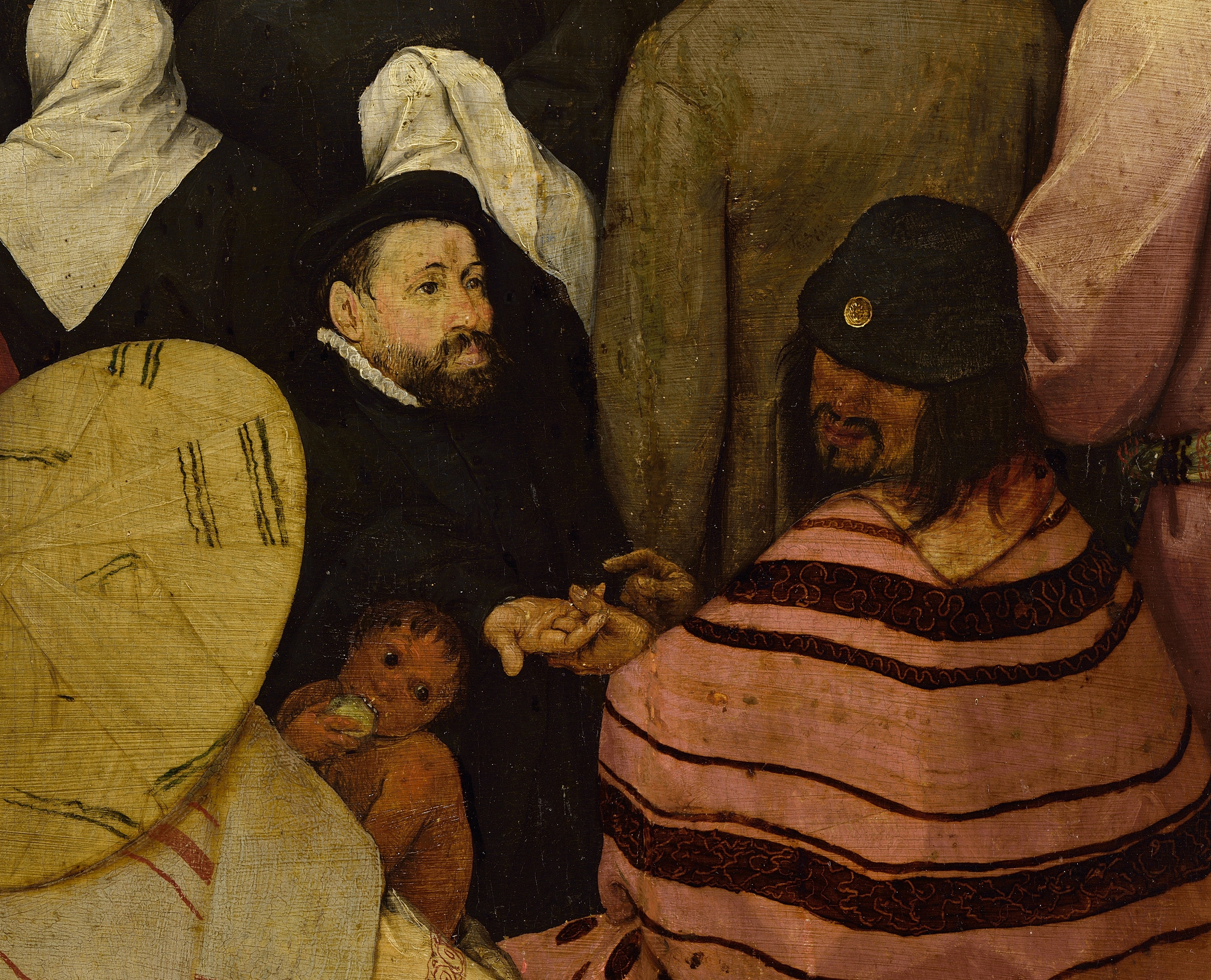
Eine Person liest einer anderen aus der Hand (Gruppe mittig im Vordergrund)

Zu sehen ist eine Versammlung auf einer Waldlichtung oder am Ende eines Weges. In der rechten oberen Bildhälfte lichtet sich bereits der Wald und gibt den Blick auf einen Flusslauf, eine Burganlage und Berge frei. Maler und Betrachter stehen zuhinterst auf einem erhöhten Standpunkt und erkennen zuerst nur eine bunt gemischte Zuhörerschaft. Der Redner ist relativ klein dargestellt und trägt ein unscheinbares, braunes Büßergewand. In seiner Zuhörerschaft befinden sich offensichtlich von weither angereiste Personen wie am linken Bildrand ein Osmane mit Turban. Vorne in der Mitte sitzen ein Chinese und ein Mongole – letzterer liest einem einheimischen vornehmen Herrn aus der Hand. Diese drei Personen scheinen sich nicht für den Vortrag zu interessieren und sind nur aufeinander bezogen. Rechts im Vordergrund diskutieren zwei Männer über den Vortrag. Einige sind auf Bäume geklettert – so in der rechten oberen Ecke und hinter dem Redner. Viele Anwesende tragen vornehme Kleider. In der rechten Bildhälfte sind im Mittelgrund zwei Mönche zu sehen.

### Deutung
Das Bild zeigt die Predigt Johannes des Täufers, der eben auf seinen Nachfolger Jesus verweist. Dieser steht rechts von ihm abseits und ist noch kleiner als Johannes dargestellt, aber durch sein helles Gewand hervorgehoben. Johannes‘ Botschaft gilt allen Ständen, egal ob arm oder reich und wird weltweit gehört, wie die exotischen Personen verdeutlichen. Der Maler hat das biblische Geschehen, das eigentlich in einer Wüste angesiedelt ist, in eine ihm vertraute Landschaft übertragen. Ähnlich verfuhr er auch schon in Die Bekehrung des Paulus oder in Der Bethlehemitische Kindermord. Die Zuhörer sind zwar großteils aufmerksam oder wenigstens interessiert, aber nicht andächtig, während sich einige wenige, wie die Dreiergruppe im Vordergrund, überhaupt nicht um den Redner kümmern. Dies ist als bildlicher Ausdruck der individuellen Glaubenssuche zu verstehen.

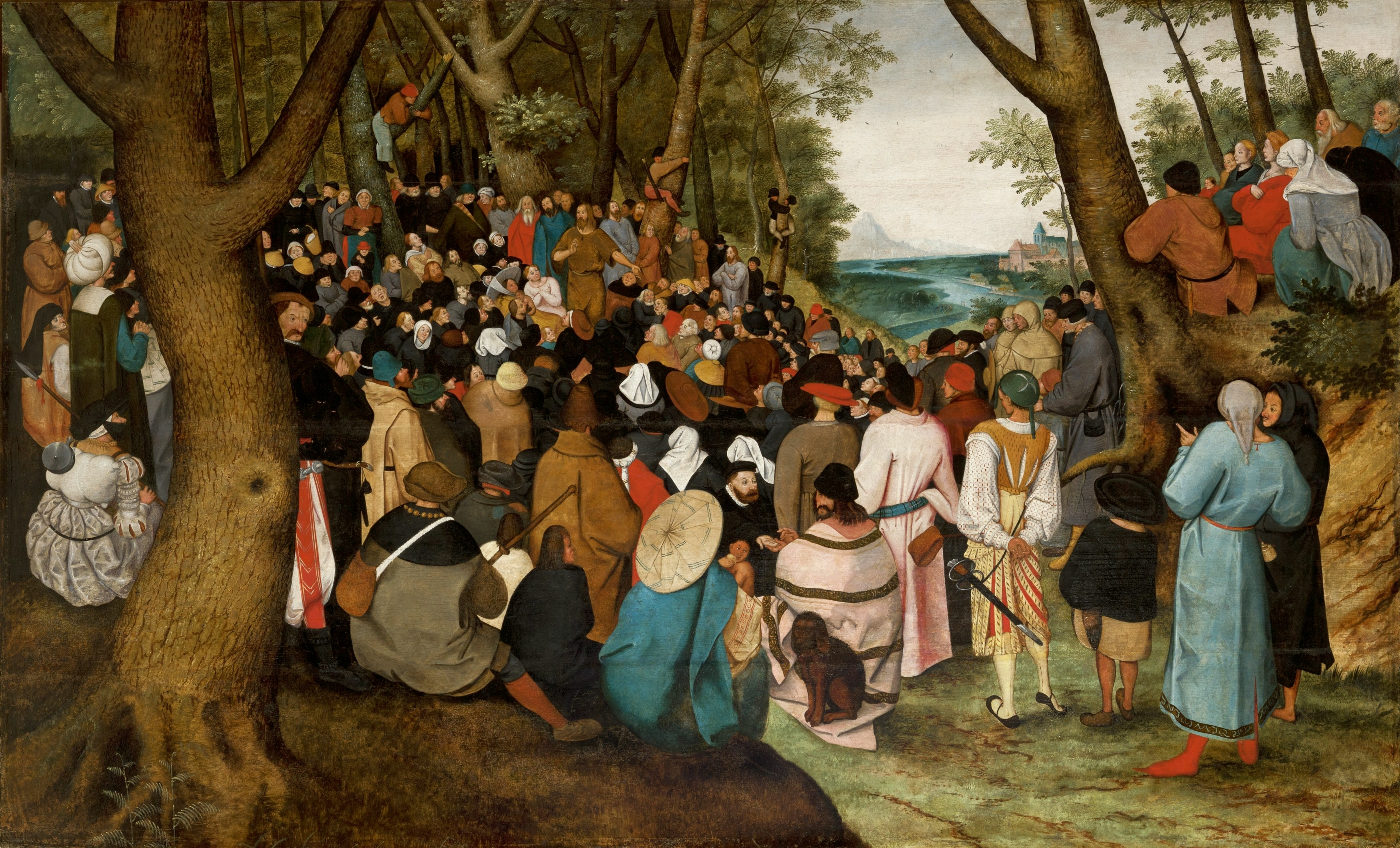
Kopie Pieter Brueghels des Jüngeren (1601/04)

Für Bruegels Werk sind politische Deutungen häufig. So wird vermutet, das Bild könnte von den damaligen sogenannten „Heckenpredigten“ inspiriert sein. Diese verbotenen Versammlungen von Täufern fanden außerhalb der Städte improvisiert unter freiem Himmel statt. Ein Zitat eines Zeitgenossen lautet: … man sah dort vor allem das gemeine Volk, die Leute mit liederlichem Lebenswandel … aber um die Wahrheit zu sagen: man sah dort auch Leute, die einen guten Ruf genossen und ein untadeliges Leben führten. Man hätte es nicht für möglich gehalten, daß diese Leute zu den Predigten gingen. Das Gemälde datiert aus demselben Jahr, in dem auch im sogenannten „Bildersturm“ katholische Kirchen verwüstet wurden.
Gegen eine solche Deutung spricht, dass sich das Gemälde später im Besitz der Tochter Philipps II., der Erzherzogin Isabella befand, Generalstatthalterin der südlichen Niederlande ab 1599. Während der Gegenreformation entstanden überdies viele Kopien.

## Historischer Kontext
Philipp II., der Sohn Kaiser Karls V., hatte im Sommer 1559 nach dem gewonnenen Krieg gegen Frankreich seinen Sitz von Brüssel nach Kastilien verlegt, was in den Niederlanden als Degradierung empfunden wurde. Immerhin ernannte er seine Halbschwester Margarethe von Parma, eine gebürtige Flämin, zur Generalstatthalterin über die siebzehn Provinzen. Die einzelnen Provinzen, die relativ große Eigenständigkeit besaßen, erhielten wiederum eigene einheimische Adelsführer als Statthalter.
Bald flammte jedoch Streit auf über die Neuordnung der Bistümer und die noch aus der Regierungszeit Karls V. stammenden Ketzergesetze gegen Protestanten. Von den Adelsführern aus strategischen Gründen begünstigt, breitete sich der radikale Calvinismus aus, dessen Anhänger einen Gottesstaat forderten. Am Höhepunkt kam es im August 1566 zu einem sechstägigen Bildersturm, während dessen mehr als vierhundert Kirchen verwüstet wurden. Als Reaktion darauf setzte Philipp II. seine Halbschwester ab und ernannte Álvarez de Toledo (Herzog Alba) zum neuen Statthalter. Anfänglich konnte dieser den Aufstand erfolgreich niederschlagen, aber (unter anderem) die Einführung hoher Steuern fachte den Aufruhr wieder an, der schließlich zur Teilung des Landes in einen katholischen Süden (Belgien) und protestantischen Norden (heutige Niederlande) führte.

## Biblische Geschichte
Nach dem Matthäus- und Lukasevangelium predigte Johannes der Täufer in der Wüste und kündigte das göttliche Gericht und das Erscheinen des Messias an: Ich zwar taufe euch mit Wasser zur Buße; der aber nach mir kommt, ist stärker als ich, dessen Sandalen zu tragen ich nicht würdig bin; er wird euch mit Heiligem Geist und Feuer taufen; … (Mt 3,11 )